# Gagel (Altmark)
Gagel ist ein Ortsteil der Gemeinde Altmärkische Höhe im Landkreis Stendal in Sachsen-Anhalt.

## Geographie
Gagel, ein Straßendorf mit Kirche, liegt im Norden der Altmark, nur wenige Kilometer südöstlich der Kleinstadt Arendsee (Altmark) am Landgraben Neulingen.

## Geschichte

### Mittelalter bis Neuzeit
Gagel wurde im Jahre 1255 als Gawele erstmals erwähnt. Fast 100 Jahre später, 1340 heißt der Ort Chawel und 1342 ville Gawel. Im Landbuch der Mark Brandenburg von 1375 wird das Dorf als Gauwol aufgeführt. Es gab einen Schulzen. 17½ Hufen gehörten dem Kloster Arendsee. Weitere Nennungen sind 1541 Gabell, 1600 Gawel, 1687 Gagell und schließlich 1804 Gagel.

### Eingemeindungen
Bis 1807 gehörte das Dorf zum Arendseeischen Kreis der Mark Brandenburg in der Altmark. Zwischen 1807 und 1813 lag es im Kanton Bretsch auf dem Territorium des napoleonischen Königreichs Westphalen. Ab 1816 gehörte die Gemeinde zum Kreis Osterburg, dem späteren Landkreis Osterburg.
Die Gemeinde Gagel kam am 25. Juli 1952 in den Kreis Osterburg. Am 1. Juli 1994 wurde die Gemeinde dem Landkreis Stendal zugeordnet.
Bis zum 31. Dezember 2009 war Gagel eine selbständige Gemeinde und gehörte der jetzt aufgelösten Verwaltungsgemeinschaft Seehausen (Altmark) an.
Durch einen Gebietsänderungsvertrag haben die Gemeinderäte der Gemeinden Boock (am 20. Mai 2009), Bretsch (am 30. Juni 2009), Gagel (am 12. Januar 2009), Heiligenfelde (am 21. Januar 2009), Kossebau (am 16. Juni 2009), Losse (am 23. Januar 2009) und Lückstedt (am 12. Januar 2009) beschlossen, dass ihre Gemeinden aufgelöst und zu einer neuen Gemeinde mit dem Namen Altmärkische Höhe vereinigt werden. Dieser Vertrag wurde vom Landkreis als unterer Kommunalaufsichtsbehörde genehmigt und trat am 1. Januar 2010 in Kraft.

### Einwohnerentwicklung
| Jahr | Einwohner |
| ---- | --------- |
| 1734 | 129       |
| 1774 | 129       |
| 1789 | 102       |
| 1798 | 126       |
| 1801 | 117       |
| 1818 | 096       |
| 1871 | 183       |

| Jahr | Einwohner |
| ---- | --------- |
| 1885 | 197       |
| 1892 | [00]191   |
| 1895 | 216       |
| 1900 | [00]207   |
| 1905 | 212       |
| 1910 | [00]212   |
| 1925 | 220       |

| Jahr | Einwohner |
| ---- | --------- |
| 1939 | 217       |
| 1946 | 346       |
| 1964 | 260       |
| 1971 | 224       |
| 1981 | 178       |
| 1993 | 159       |
| 2006 | 125       |

| Jahr | Einwohner |
| ---- | --------- |
| 2011 | [00]125   |
| 2012 | [00]122   |
| 2014 | [00]116   |
| 2020 | [00]106   |
| 2021 | [00]103   |
| 2022 | [0]101    |
| 2023 | [0]100    |

Quelle, falls nicht angegeben, bis 2006:

## Religion
Die evangelische Kirchengemeinde Gagel gehörte früher zur Pfarrei Höwisch. Sie wird heute betreut vom Pfarrbereich Kossebau im Kirchenkreis Stendal im Bischofssprengel Magdeburg der Evangelischen Kirche in Mitteldeutschland.
Die katholischen Christen gehören zur Pfarrei St. Anna in Stendal im Bistum Magdeburg.

## Politik

### Bürgermeister
Der letzte Bürgermeister der Gemeinde Gagel war Detlef Manecke.

## Kultur und Sehenswürdigkeiten

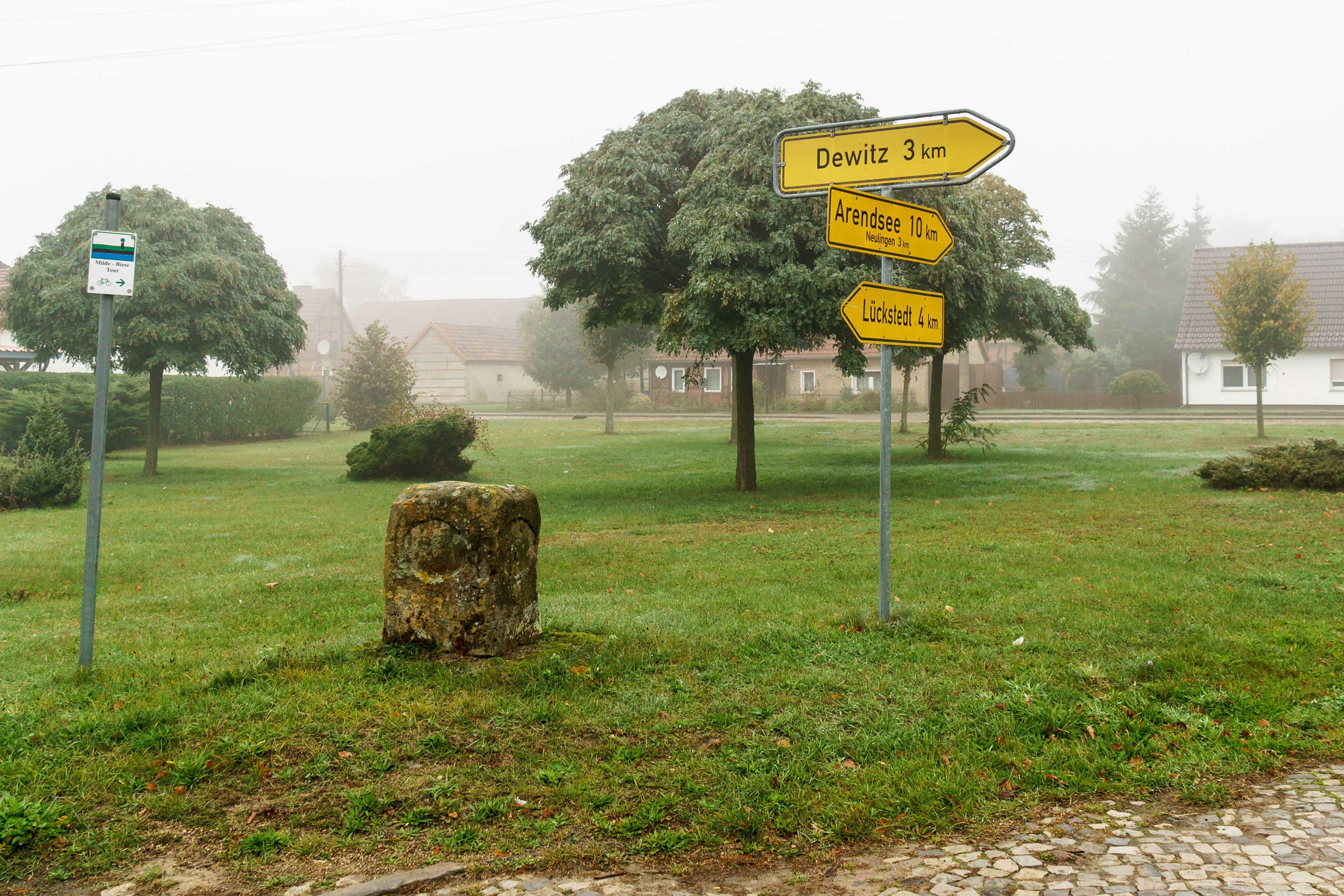
Preußischer Viertelmeilenwürfel in Gagel

- Die evangelische Dorfkirche Gagel, eine Feldsteinkirche, ist am Anfang des 13. Jahrhunderts erbaut worden.[18] Als Schutzheilige der Kirche wird Maria Magdalena angesehen, deren Bild auch auf dem altar ausgeschnitzet stehet,[19] wie Beckmann 1753 berichtete. Im Jahre 1706 wurde im Altar ein Pergament gefunden, in dem über die Weihe des Altars am 12. Oktober 1517 durch Christophorus, Bruder des Predigers und Suffraganbischof von Bremen und Verden berichtet wird.[19] Der alte Altar wurde 1896 verkauft. Die 1898 eingebaute Orgel stammt vom Orgelbauer Voigt aus Stendal.[18]
- Der Ortsfriedhof ist auf dem Kirchhof.
- In Gagel steht ein Denkmal für die Gefallenen der Weltkriege, ein aufgerichteter Granitblock auf stufenförmigem Betonsockel.[20]

## Wirtschaft und Infrastruktur

### Verkehr
Von Gagel führt eine Straßenverbindung nach Leppin an der Bundesstraße 190 (Anschluss nach Salzwedel und Seehausen (Altmark)).